# 9206 Yanaikeizo
9206 Yanaikeizo eller 1994 RQ är en asteroid i huvudbältet som upptäcktes den 1 september 1994 av de båda japanska astronomerna Kazuro Watanabe och Kin Endate vid Kitami-observatoriet. Den är uppkallad efter Keizo Yanai.
Asteroiden har en diameter på ungefär 3 kilometer.